# Élőlény

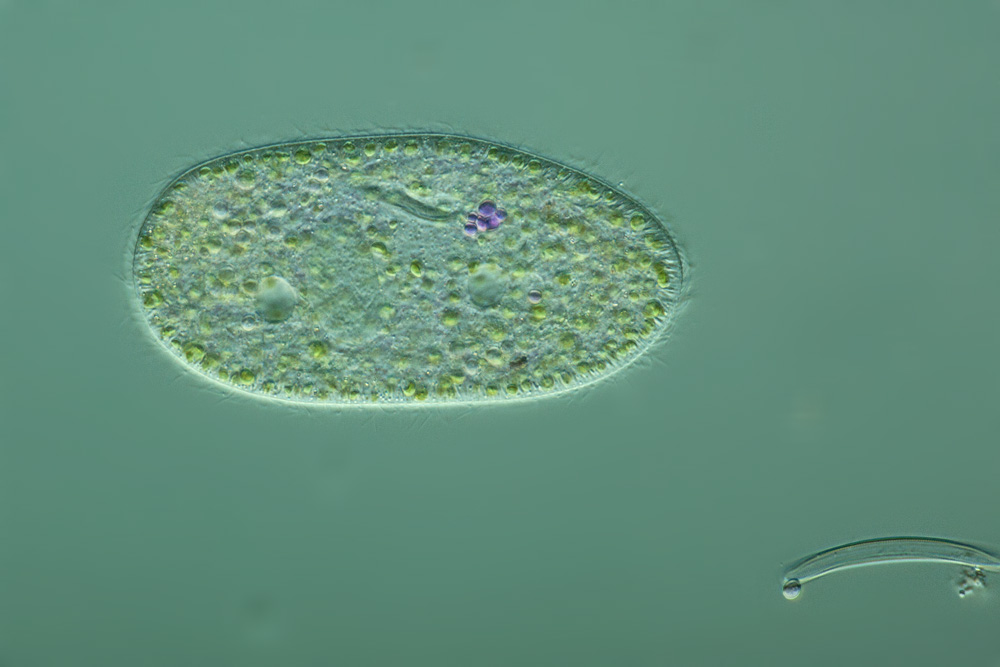
Papucsállatka, az élőlények sejtes szerkezetűek

Az élőlények vagy élő organizmusok („élő szervezetek”) életjelenségeket mutató, állandó, dinamikus belső állapotukat fenntartó (homeosztatikus), önmagukról reprodukálható, genetikai információt hordozó, termodinamikailag nyílt, disszipatív (energiát szétszóró), evolúcióra alkalmas rendszerek. Az élőlények egy vagy több sejtből állnak. Képesek az anyagcserére, a szaporodásra, az érzékelésre, a növekedésre és az evolúcióra.
Hagyományosan nem tekintjük élőlényeknek azokat a rendszereket, melyek nem sejtes szerkezetűek, nincs saját anyagcseréjük, s önállóan szaporodni sem képesek:
- vírusok – bár ezek többek szerint az ún. „nem sejtes élőlények” (Acytota) csoportját alkotják
- szubvirális rendszerek: prionok (kémiailag fehérjék), viroidok (köpenyfehérje nélküli, kis molekulájú, kör alakú, 1 fonalú RNS[2]) és szatellitek (ezek pedig nukleinsavak)

## Az élőlények rendszerezése
Az élőlényeket régebben öt rendszertani országba (Regnum) sorolták. Ezek:
- Regnum: Prokaryota – Prokarióták (előmagvas egysejtűek)
- Regnum: Protista – Protiszták (véglények)
- Regnum: Plantae – Növények
- Regnum: Fungi – Gombák
- Regnum: Animalia – Állatok

Később kénytelenek voltak a Regnum (ország) rendszertani egység fölé is három újabb egységet tenni Superregnum (domén) néven, és a régi csoportokat ezekbe szétválasztani:
- Superregnum: Bacteria vagy régebben Eubacteria – Baktériumok
- Superregnum: Archaea vagy régebben Archaebacteria – Archeák
- Superregnum: Eukaryota – Eukarióták
  - Regnum: Protista – Protiszták
  - Regnum: Plantae – Növények
  - Regnum: Fungi – Gombák
  - Regnum: Animalia – Állatok

Újabban egyes elméletek az országok számát tovább növelik, és lehet találni 5 domén / 28 országos rendszert is. Van olyan is, amelyik csak a gombákat 17 „gombaországra” bontaná szét.[forrás?]
Az országok alatti fő taxonok:
- törzs (tudományos nevén phylum),
- osztály (tudományos nevén classis),
- rend (tudományos nevén ordo),
- család (tudományos nevén familia),
- nem (tudományos nevén genus, növények és gombák esetén megfelelője a nemzetség),
- faj (tudományos nevén species).

Szükség esetén további taxonokat is használnak, amik a fő taxonok neveiből képződnek előtagokkal (pl. alosztály, infraclassis). Egyes esetekben két, azonos nyelven azonos szó jelentése nem mindig azonos (pl. míg állatok és növények esetén a faj definíciója ugyanaz, de a nemzetségé nem: a növénynemzetségek az állatok nemeivel vannak egy szinten.)